# آلکساندر بولیان
آلکساندر بولیان (انگلیسی: Aleksandr Boliýan؛ زادهٔ ۲۷ ژوئیهٔ ۱۹۸۹) بازیکن فوتبال در پست مهاجم ارمنی‌تبار اهل ترکمنستان است.

## تیم ملی
وی همچنین در تیم ملی فوتبال ترکمنستان بازی کرده‌است.